# Melasina semota
Melasina semota är en fjärilsart som beskrevs av Edward Meyrick 1937. Melasina semota ingår i släktet Melasina och familjen säckspinnare. Inga underarter finns listade i Catalogue of Life.